# ケイレブ・コーザム
ケイレブ・ケント・コーザム（Caleb Kent Cotham, 1987年11月6日 - ）は、アメリカ合衆国テネシー州ウィルソン郡マウントジュリエット出身のプロ野球選手（投手）、野球指導者。右投右打。現在は、MLBのフィラデルフィア・フィリーズで投手コーチを務める。

## 経歴

### プロ入り前
高校時代は2年時にジュニアとして地区優勝でMVP、地方選抜・三度の地区選抜に選ばれ、シニアではキャプテンとして地区優勝・プレーオフ進出に貢献し、9-AAAトーナメントMVPを受賞するなど活躍。
高校卒業後はMLBドラフトにかからなかったため、ヴァンダービルト大学に進学。1年時は中継ぎとしてデビューした。2年時にデビッド・プライスが大学を卒業したためローテーション入りを果たした。

### プロ入りとヤンキース時代

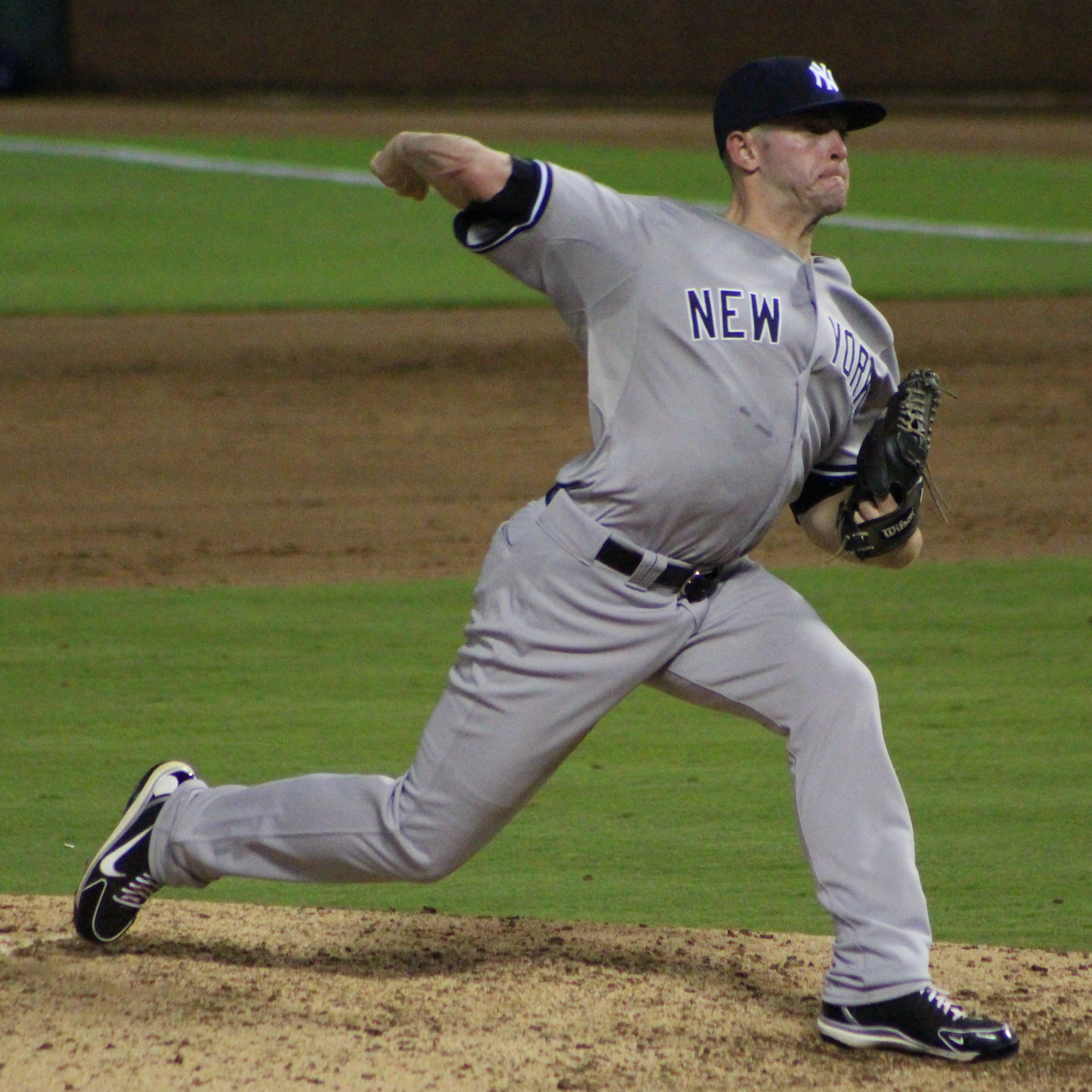
ニューヨーク・ヤンキースでの現役時代
(2015年7月29日)

2009年のMLBドラフト5巡目（全体165位）でニューヨーク・ヤンキースから指名され、期限いっぱいの8月17日に契約。その後、傘下のルーキー級ガルフ・コーストリーグ・ヤンキースでプロデビュー。中継ぎとして初登板し、2回を5奪三振だった。8月29日からA-級スタテンアイランド・ヤンキースでプレーした。9月中旬に膝の怪我を悪化させ、休養をとるためチームを離脱した。
2010年は膝の怪我のためシーズンを棒に振った。
2011年6月21日、ルーキー級ガルフ・コーストリーグで復帰。6月24日からはA-級スタテンアイランドでプレーした。
2012年はA級チャールストン・リバードッグスで開幕を迎え、5月22日からA+級タンパ・ヤンキースでプレー。
2013年はAA級トレントン・サンダー、AAA級スクラントン・ウィルクスバリ・レイルライダースでプレーしている。
2015年7月29日、メジャー契約を結んでアクティブ・ロースター入りした。同日のテキサス・レンジャーズ戦でメジャーデビュー。メジャー1年目は12試合に登板し、防御率こそ6.52と芳しくなかったものの、与四球率0.9・奪三振率10.2という数値を記録し、安定した制球力と高い三振奪取能力を垣間見せた。

### レッズ時代

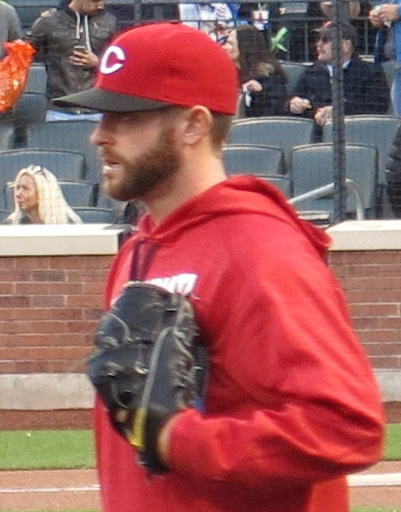
シンシナティ・レッズでの現役時代
(2016年4月27日)

2015年12月28日にアロルディス・チャップマンとのトレードで、エリック・ジャジーロ、ルーキー・デービス、トニー・レンダと共にシンシナティ・レッズへ移籍した。
2016年は23試合に登板して0勝3敗、防御率7.40、21奪三振を記録した。オフの10月28日に40人枠から外れ、11月7日にFAとなった。

### 引退後
2017年2月28日にシアトル・マリナーズとマイナー契約を結ぶが、3月10日に現役引退を表明した。
2019年よりレッズの投手コーチ補佐に就任し、2年間務めた。
2021年シーズンからはフィラデルフィア・フィリーズの投手コーチを務める。

## 投球スタイル
投球の5割以上がスライダーで、他にはフォーシームとカーブを投げていた。

## 詳細情報

### 年度別投手成績
| 年 度    | 球 団    | 登 板 | 先 発 | 完 投 | 完 封 | 無 四 球 | 勝 利 | 敗 戦 | セ 丨 ブ | ホ 丨 ル ド | 勝 率 | 打 者 | 投 球 回 | 被 安 打 | 被 本 塁 打 | 与 四 球 | 敬 遠 | 与 死 球 | 奪 三 振 | 暴 投 | ボ 丨 ク | 失 点 | 自 責 点 | 防 御 率 | W H I P |
| -------- | -------- | ----- | ----- | ----- | ----- | -------- | ----- | ----- | -------- | ----------- | ----- | ----- | -------- | -------- | ----------- | -------- | ----- | -------- | -------- | ----- | -------- | ----- | -------- | -------- | ------- |
| 2015     | NYY      | 12    | 0     | 0     | 0     | 0        | 1     | 0     | 0        | 0           | 1.000 | 45    | 9.2      | 14       | 4           | 1        | 0     | 0        | 11       | 0     | 0        | 7     | 7        | 6.52     | 1.55    |
| 2016     | CIN      | 23    | 0     | 0     | 0     | 0        | 0     | 3     | 0        | 3           | .000  | 117   | 24.1     | 32       | 3           | 12       | 2     | 3        | 21       | 1     | 0        | 21    | 20       | 7.40     | 1.81    |
| MLB：2年 | MLB：2年 | 35    | 0     | 0     | 0     | 0        | 1     | 3     | 0        | 3           | .250  | 162   | 34.0     | 46       | 7           | 13       | 2     | 3        | 32       | 1     | 0        | 28    | 27       | 7.15     | 1.74    |

### 年度別守備成績
| 年 度 | 球 団 | 投手（P） | 投手（P） | 投手（P） | 投手（P） | 投手（P） | 投手（P） |
| 年 度 | 球 団 | 試 合     | 刺 殺     | 補 殺     | 失 策     | 併 殺     | 守 備 率  |
| ----- | ----- | --------- | --------- | --------- | --------- | --------- | --------- |
| 2015  | NYY   | 12        | 0         | 0         | 0         | 0         | ----      |
| 2016  | CIN   | 23        | 0         | 3         | 1         | 1         | .750      |
| MLB   | MLB   | 35        | 0         | 3         | 1         | 1         | .750      |

### 背番号
- 53（2015年 - 同年途中）
- 65（2015年途中 - 同年終了、2019年 - ）
- 54（2016年）